# Дихтинець (річка)
Дихтине́ць — річка в Українських Карпатах, у межах Путильського району Чернівецької області. Ліва притока Путилки (басейн Пруту). 

## Опис
Довжина 13 км, площа водозбірного басейну 47,4 км². Похил річки 50 м/км. Річка типово гірська — з багатьма перекатами і кам'янистим дном. Річище слабозвивисте. 

## Розташування
Річка Дихтинець бере початок біля західної частини села Гробище. Тече в межах гірського масиву Яловичорські гори переважно на північ та північний схід. Впадає до Путилки в межах села Дихтинець. 
Над річкою розташовані села: Гробище, Плита, Малий Дихтинець, Дихтинець.